# 슈퍼노드 (회로)

슈퍼노드(Supernode)는 즉, 말 그대로 노드(node) 사이에 전압이 있으면, 그 두 개를 묶어서 nodal analysis를 적용하는 회로이다. 전압은 어드미턴스에 걸리므로 두개의 Node로 취급을 하고 KCL을 적용하면 된다.

## 같이 보기
- 노달 회로분석